# Zénith
Große Konzerthallen werden in Frankreich üblicherweise als „Zénith“ (deutsch Zenit) bezeichnet. Zurzeit existieren 18 Zéniths, ein 19. ist in Le Port auf Réunion, einem Überseedépartement, im Bau. Das Vorgängerprojekt eines Zénith in Saint-Denis wurde aufgegeben.
Der Begriff ist geschützt und darf erst dann verwendet werden, wenn bestimmte Bedingungen erfüllt werden. So muss ein Zénith unter anderem ein Fassungsvermögen von mindestens 3.000 Zuschauern aufweisen.
1984 wurde das erste Zénith im Parc de la Villette in Paris eröffnet. Das größte Zénith ist das Zénith Strasbourg Europe und befindet sich in Eckbolsheim im Arrondissement Strasbourg. Es wurde im Januar 2008 eingeweiht und bietet 12.079 Zuschauern Platz.

## Liste der Zéniths
| Name                            | Stadt              | Plätze | Eröffnung | Website |
| ------------------------------- | ------------------ | ------ | --------- | ------- |
| Zénith Strasbourg Europe        | Eckbolsheim        | 12.079 | 2008      | Website |
| Zénith Bordeaux Métropole Arena | Floirac            | 11.300 | 2018      | Website |
| Zénith de Toulouse Métropole    | Toulouse           | 11.000 | 1999      | Website |
| Zénith d’Auvergne               | Cournon-d’Auvergne | 9.400  | 2003      | Website |
| Zénith de Dijon                 | Dijon              | 9.000  | 2005      | Website |
| Zénith de Nantes Métropole      | Saint-Herblain     | 9.000  | 2006      | Website |
| Zénith Oméga de Toulon          | Toulon             | 8.875  | 1992      | Website |
| Zénith de Rouen                 | Le Grand-Quevilly  | 8.000  | 2001      | Website |
| Zénith de Pau                   | Pau                | 7.500  | 1992      | Website |
| Zénith Saint-Étienne Métropole  | Saint-Étienne      | 7.200  | 2008      | Website |
| Zénith de Lille                 | Lille              | 7.000  | 1994      | Website |
| Zénith de Caen                  | Caen               | 6.990  | 1993      | Website |
| Zénith d'Orléans                | Orléans            | 6.900  | 1996      | Website |
| Zénith Sud                      | Montpellier        | 6.300  | 1986      | Website |
| Zénith Paris – La Villette      | Paris              | 6.238  | 1984      | Website |
| Zénith d'Amiens                 | Amiens             | 6.000  | 2008      | Website |
| Zénith de Limoges               | Limoges            | 6.000  | 2007      | Website |
| Zénith de Nancy                 | Maxéville          | 6.000  | 1993      | Website |

Das Zénith de la Réunion in Le Port auf der Insel Réunion sollte 2014 fertiggestellt sein.

## Galerie

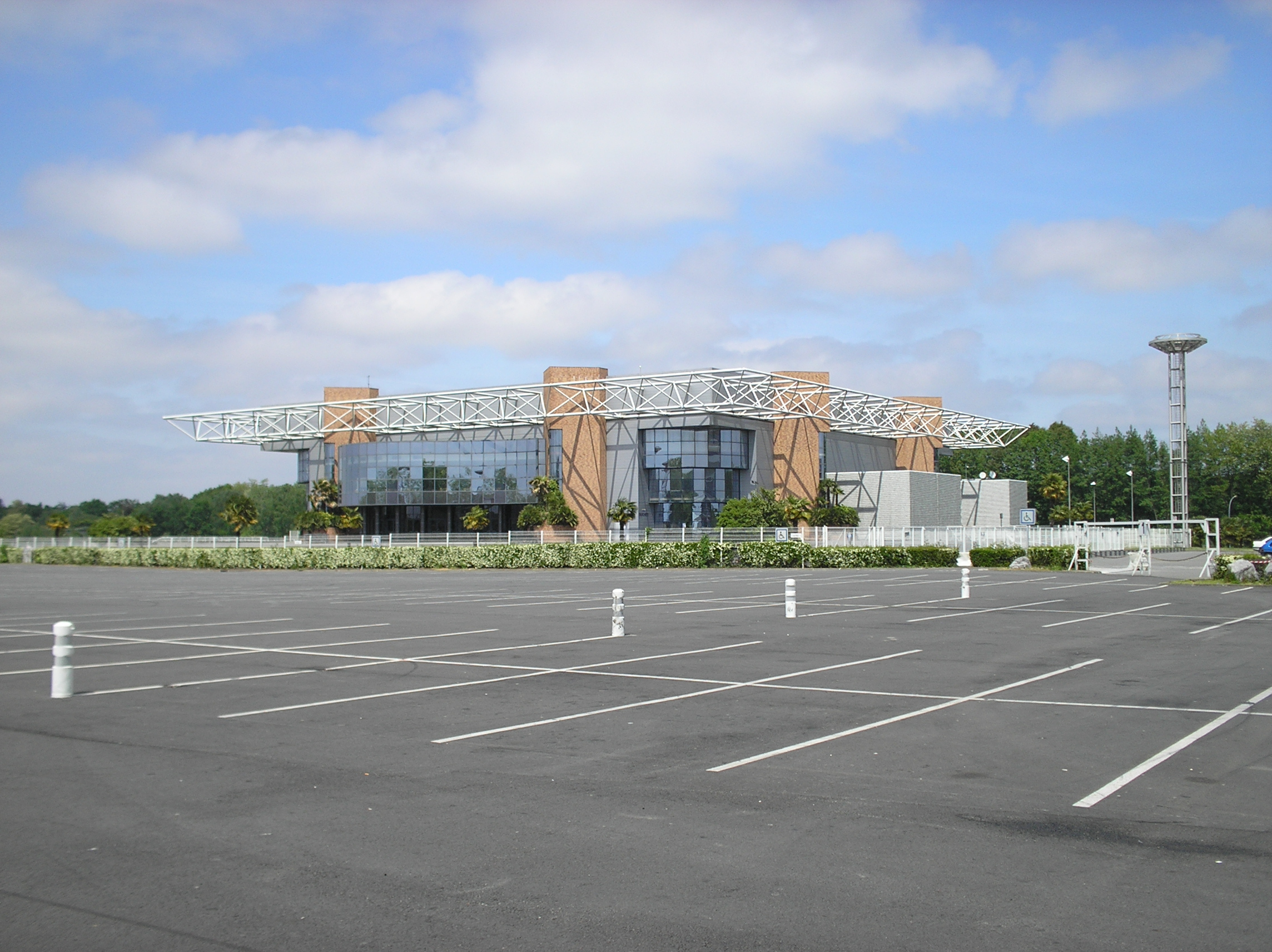
Zénith de Pau (2007)
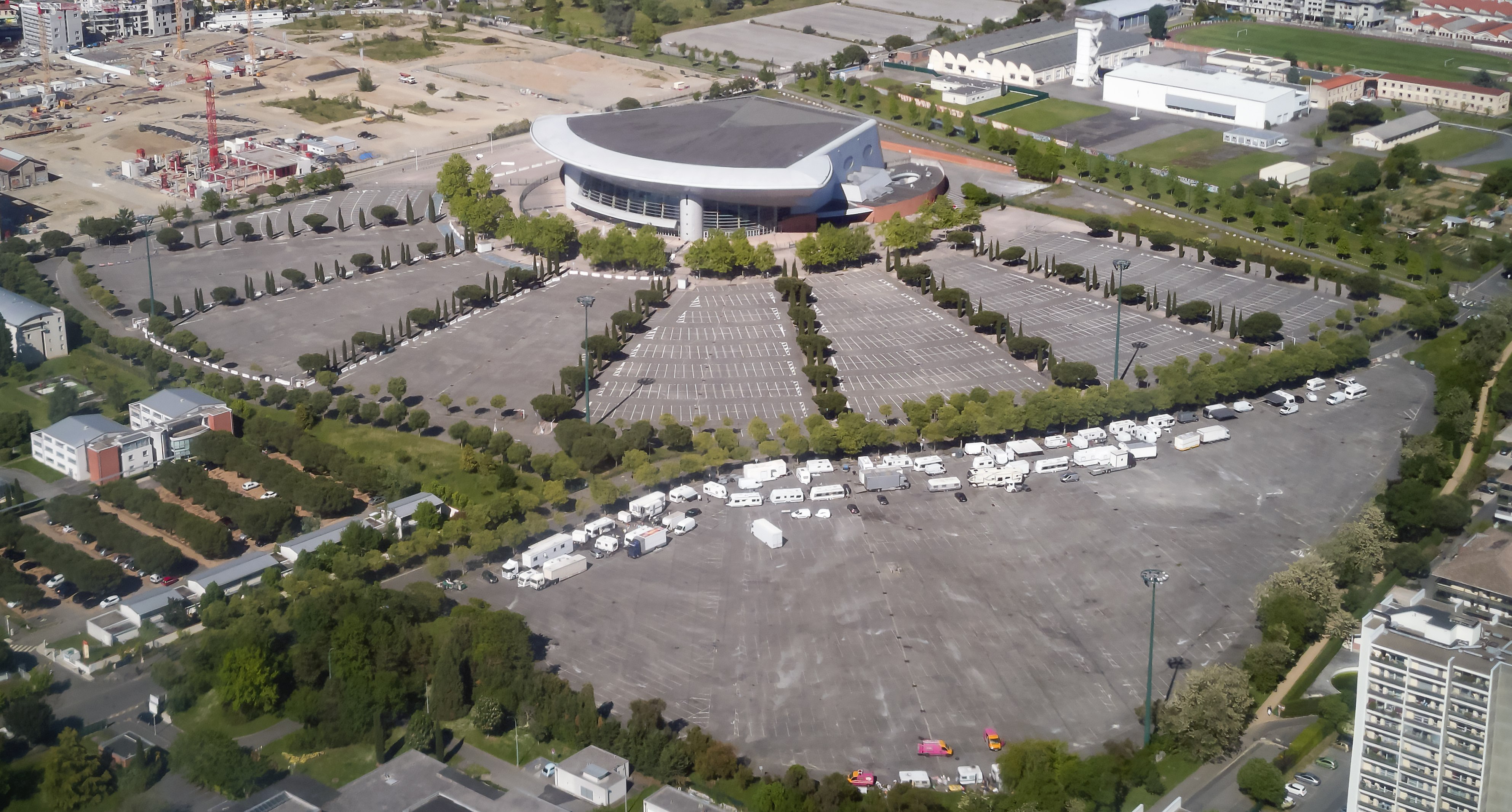
Zénith de Toulouse Métropole (2010)
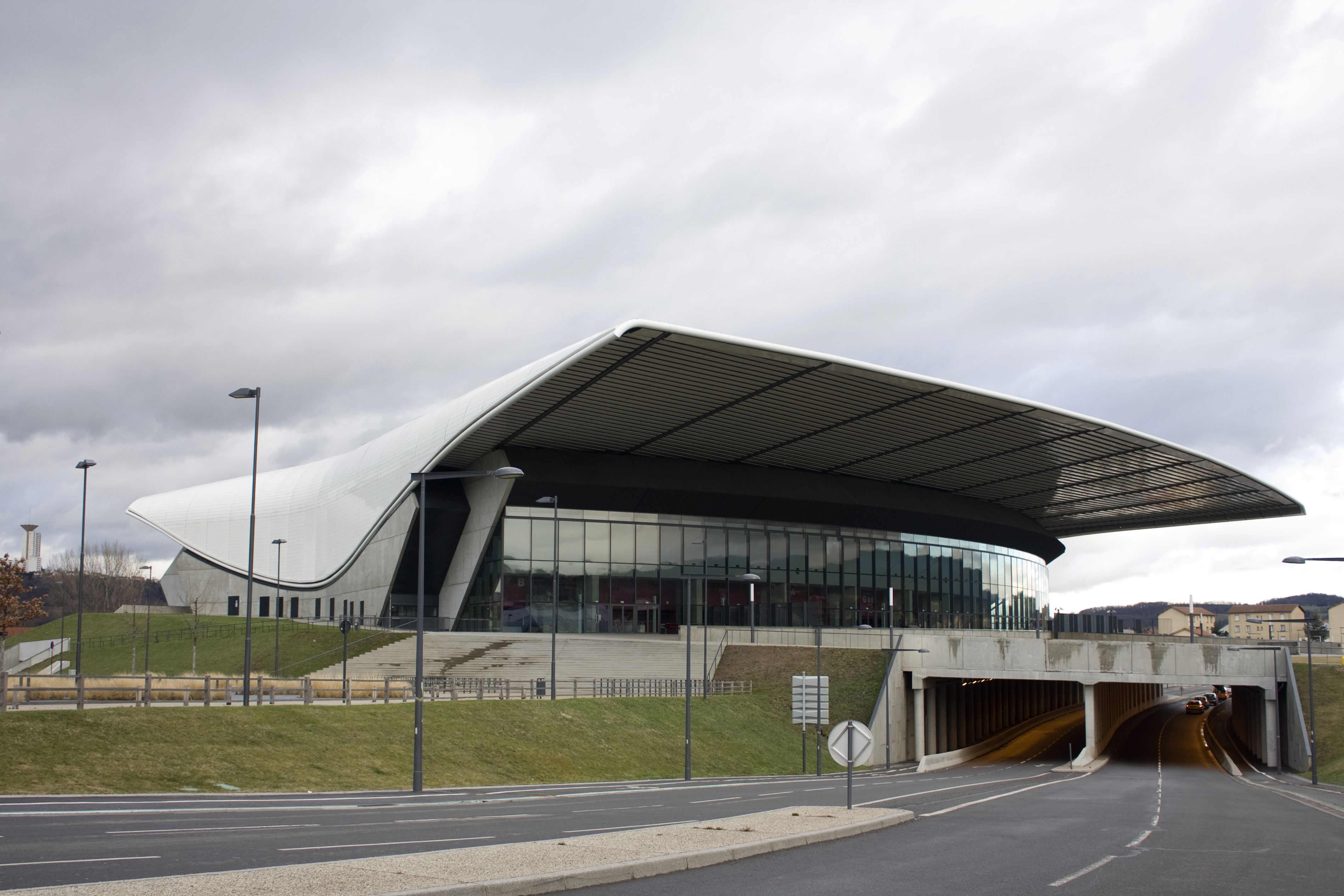
Zénith Saint-Étienne Métropole (2011)
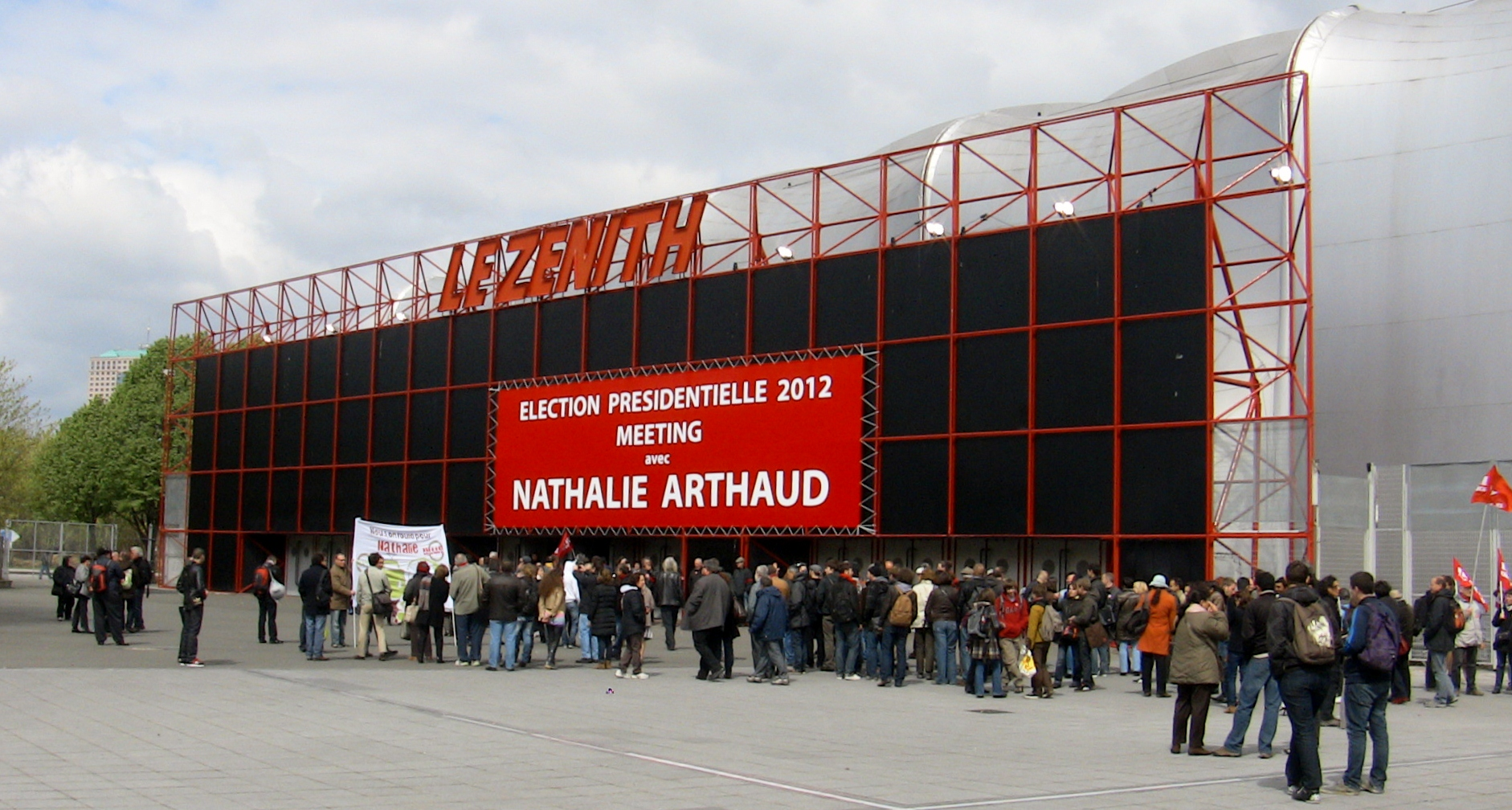
Zénith Paris – La Villette (2012)
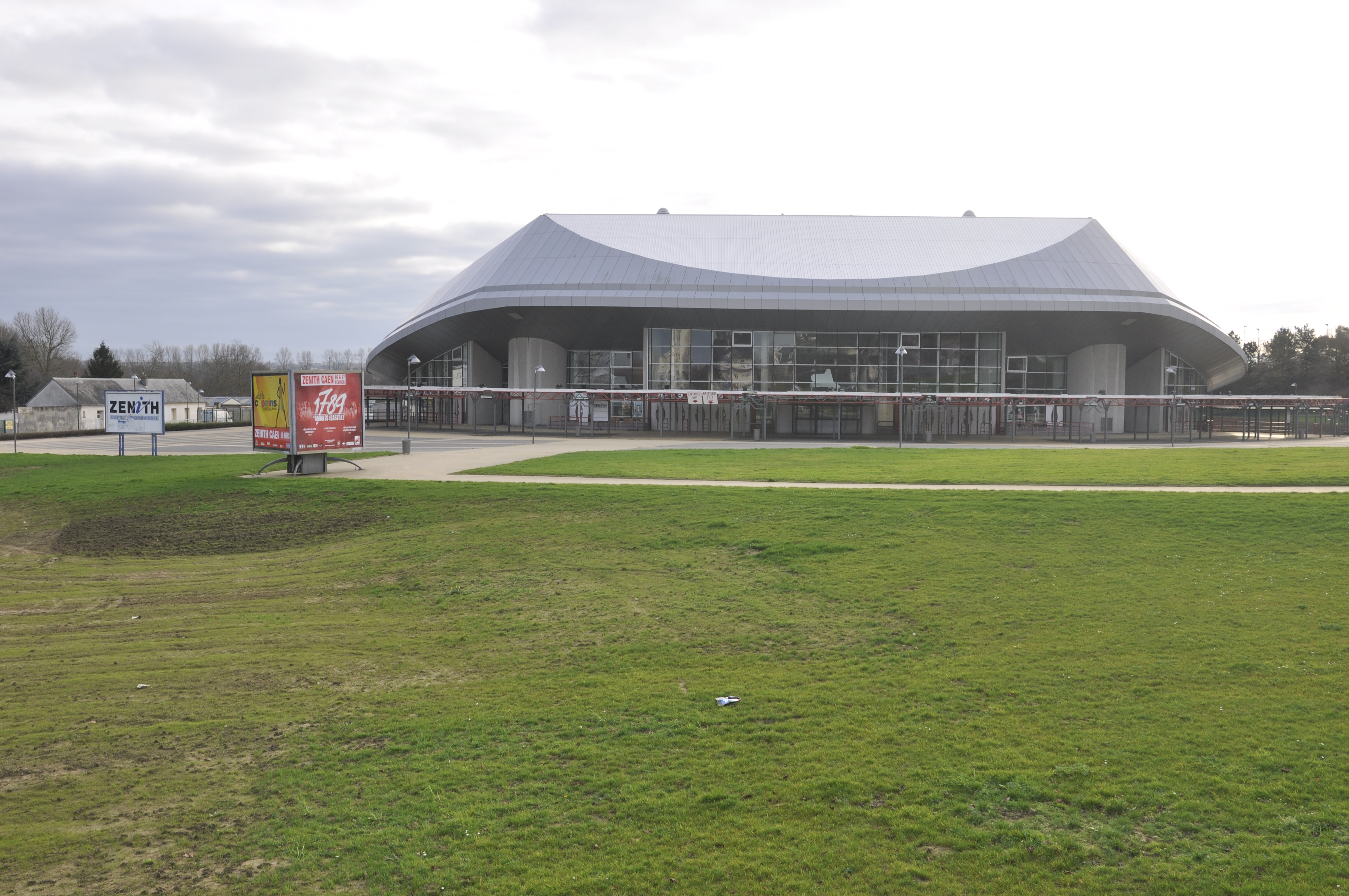
Zénith de Caen (2013)
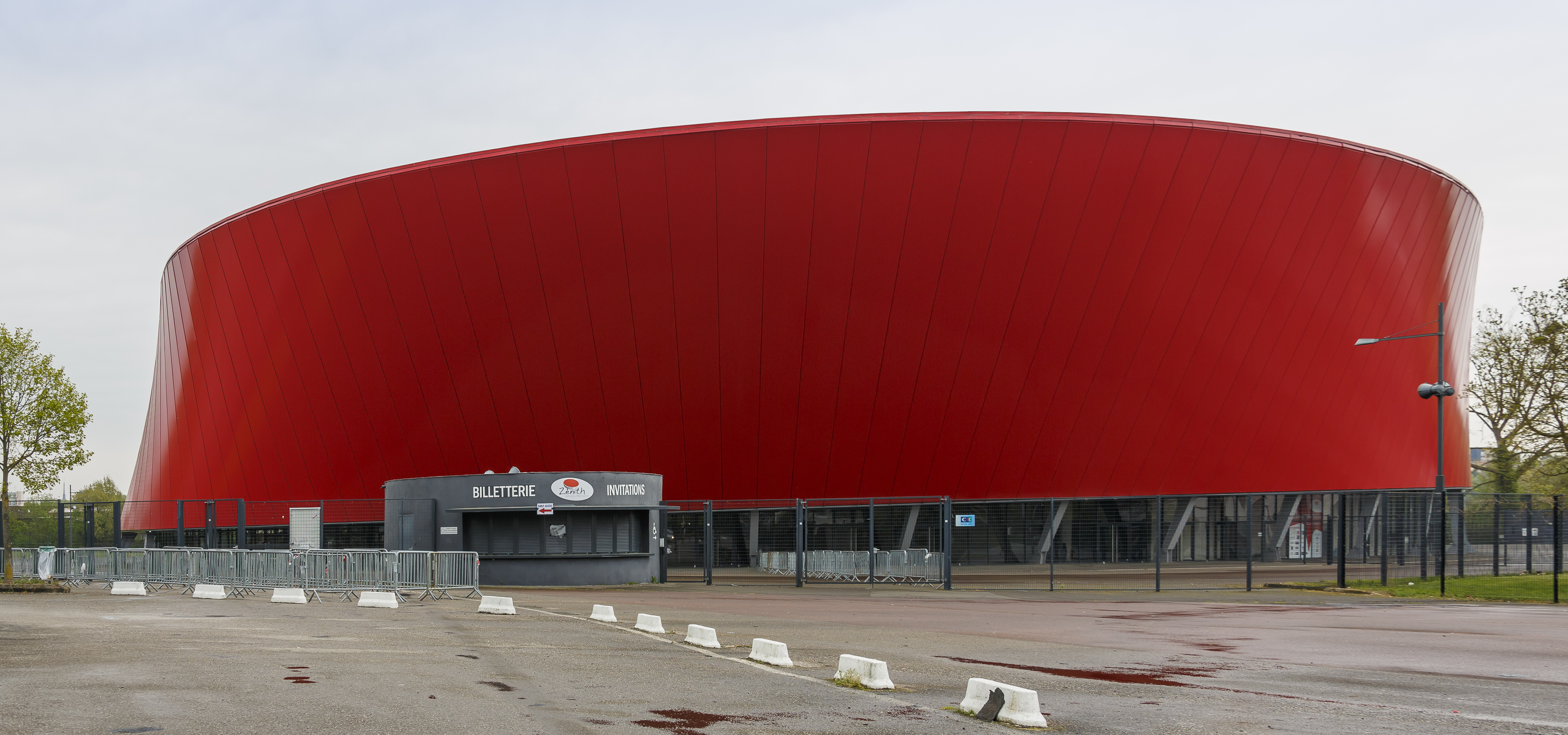
Zénith d'Amiens (2014)
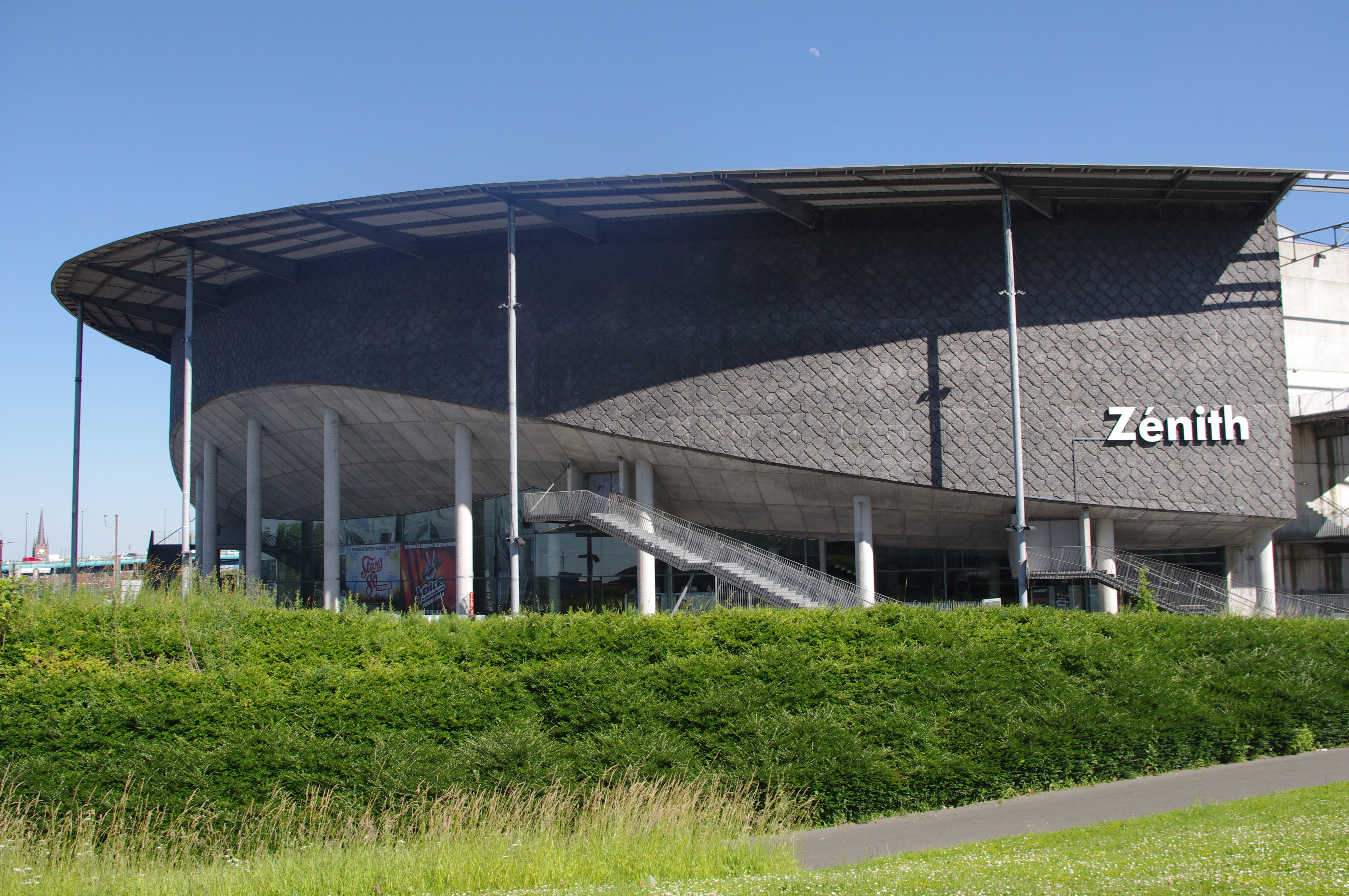
Zénith de Lille (2014)
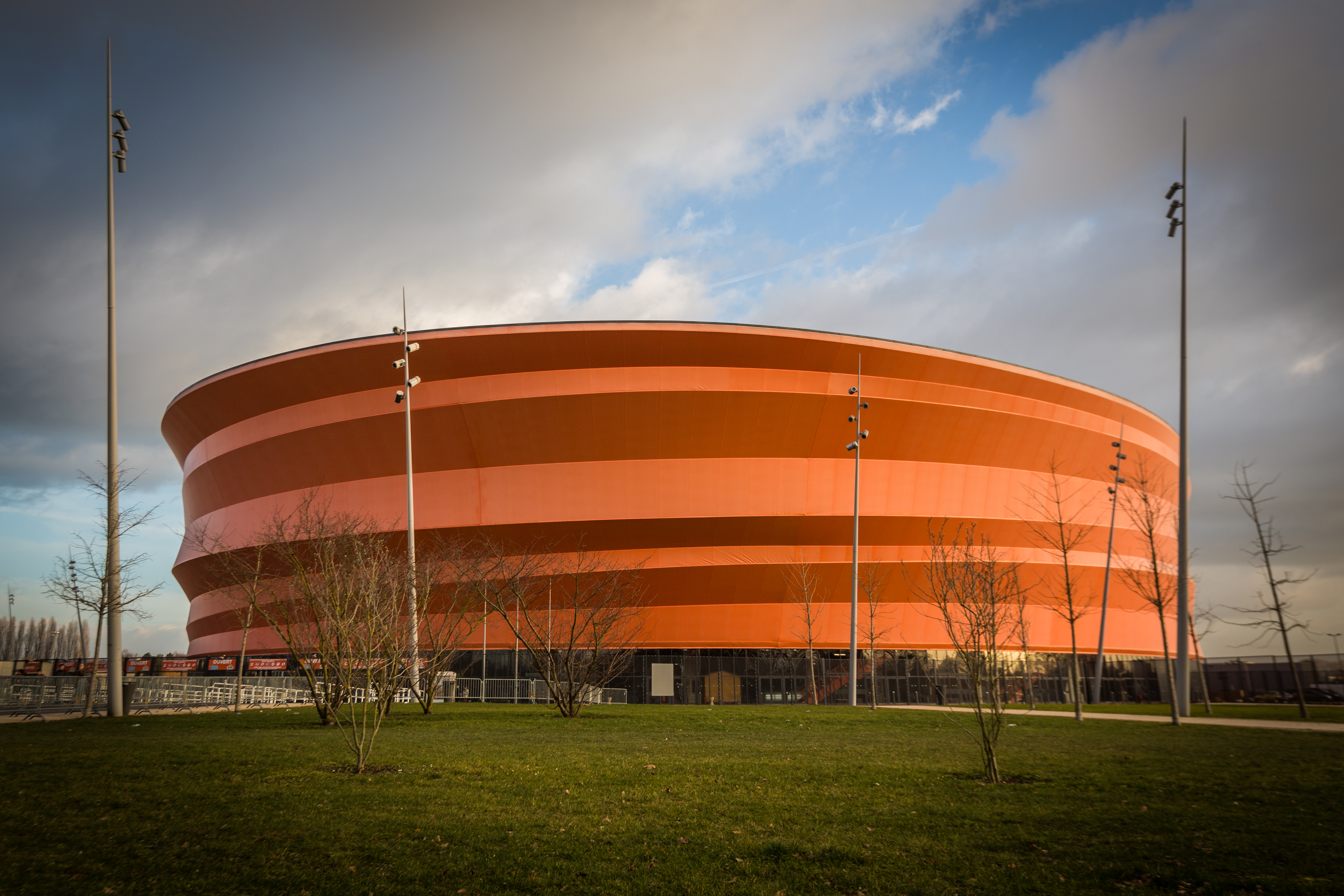
Zénith Strasbourg Europe (2015)
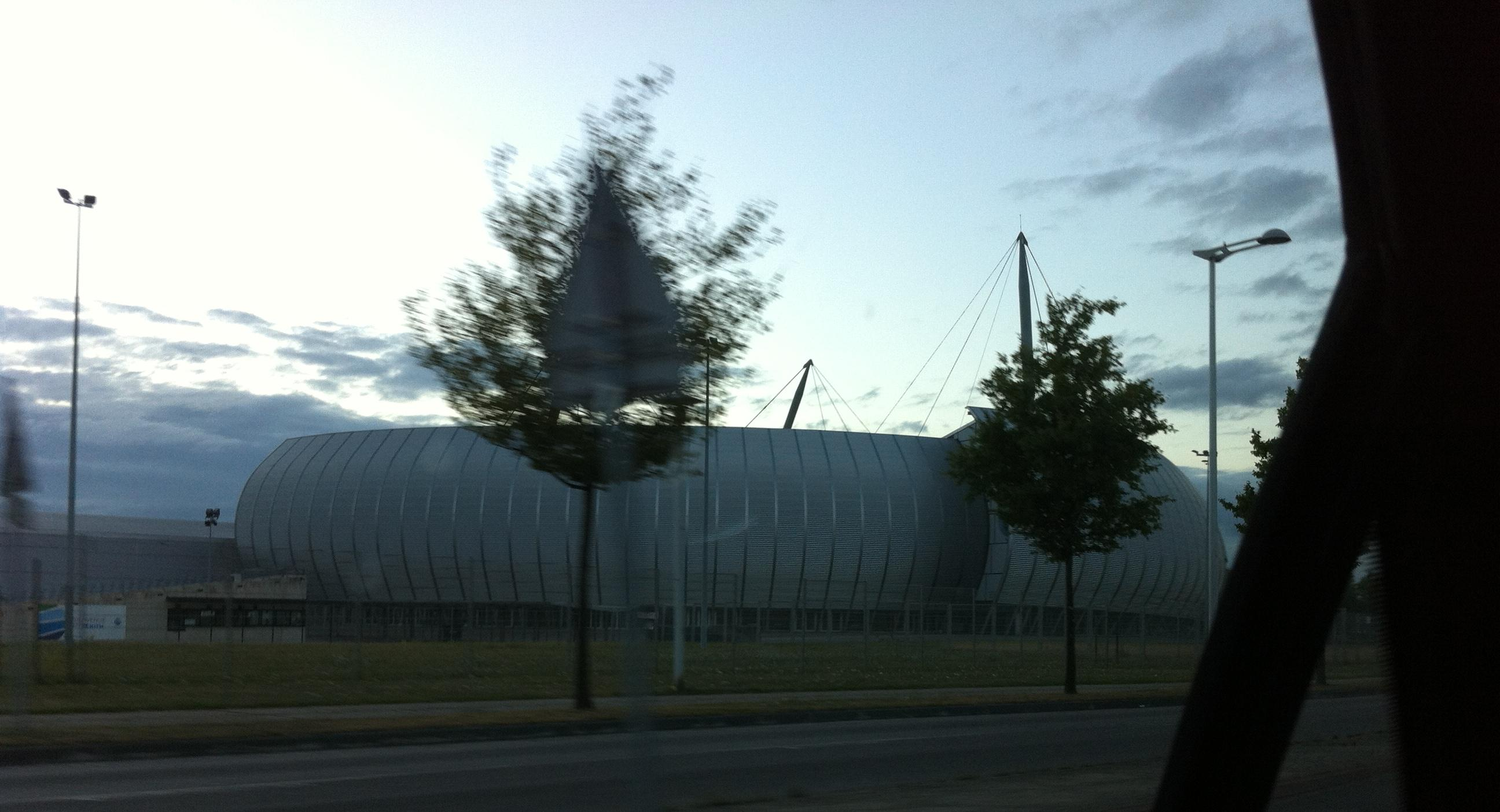
Zénith de Rouen (2015)